# Borophaginae
A subfamília Borophaginae é um grupo extinto de canideos chamados "cães de esmagamento de osso" ou "cães-esmaga-ossos", que eram endêmicos na América do Norte entre o Oligoceno e o Plioceno que viveu há entre 40 milhões e 2,5 milhões de anos, existindo por aproximadamente 37,5 milhões de anos.[carece de fontes?]

## Origem
O Borophaginae provavelmente descendia da subfamília Hesperocyoninae. Eles evoluiram se tornando maiores que seus antecessores, e encheu uma grande variedade de nichos na América do Norte no fim do período Cenozoico. O seu tamanho evoluiu de pequenos onívoros para carnívoros do tamanho de ursos. Alguns exemplares chegaram a ter tamanho comparável aos leões dos dias atuais, alguns eram tão pequenos quanto guaxinins ou coiotes e eram onívoros.

## Espécies

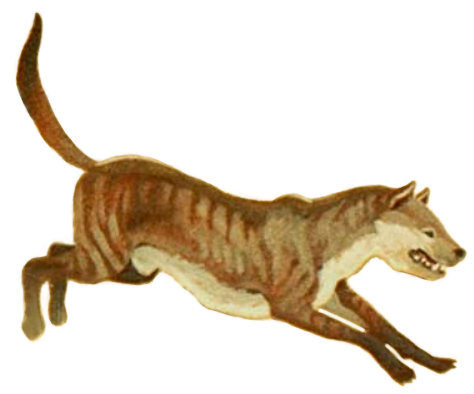
Restauração de um Tephrocyon.

Esta subfamília tinha um total de 66 espécies, com exemplares encontrados cujo tempo de existência varia de cerca de 34 milhões de anos antes do presente até há cerca de 4,75 milhões de anos. A maioria dos Boprophaginaes, excepto algumas formas de transição, podem ser organizadas em quatro clados principais: Phlaocyonini, Cynarctina, Aelurodontina e Borophagina. Genericamente denominados como "cães de esmagamento de osso", por causa de seus dentes e garras poderosas, e com características que se assemelham às hienas (embora sua dentição fosse menos desenvolvida do que a das hienas), seus fósseis são abundantes e generalizados. Muito provavelmente, eles eram grandes predadores em seu ecossistema. O bom registro fóssil também permitiu uma reconstrução detalhada da sua filogenia, mostrando que, em seu auge, o grupo era bastante diversificado.